# Andrey Kulemzin
Andrey Kulemzin (?, 14 april 1984 - Almaty, 30 juni 2012) was een Kazachs autocoureur en dragracer. Hij is de dragrace kampioen van Kazachstan in 2011. Hij overleed tijdens de eerste ronde van het Kazachs Drag Race kampioenschap van 2012 op 30 juni 2012.